# Пульва
Пульва (бел. Пульва, пол. Pulwa) — река в Польше и Беларуси, правый приток Западного Буга. Протекает в Подляском воеводстве и Брестской области.
Длина реки — 54 км. Площадь водосбора 535 км². Из них на территории Беларуси 42 км длины и 457 км² площади водосбора.
Река берёт начало в Польше у деревни Верполь Семятыченского повята Подляского воеводства. Течёт на запад 12 км по территории Польши, затем пересекает границу у белорусской деревни Тумин и поворачивает на юг. В Беларуси река течёт по Каменецкому району Брестской области. Всё течение проходит по Прибугской равнине, канализировано 18 км течения вниз от места пересечения границы.
Главный приток — Котерка (правый).

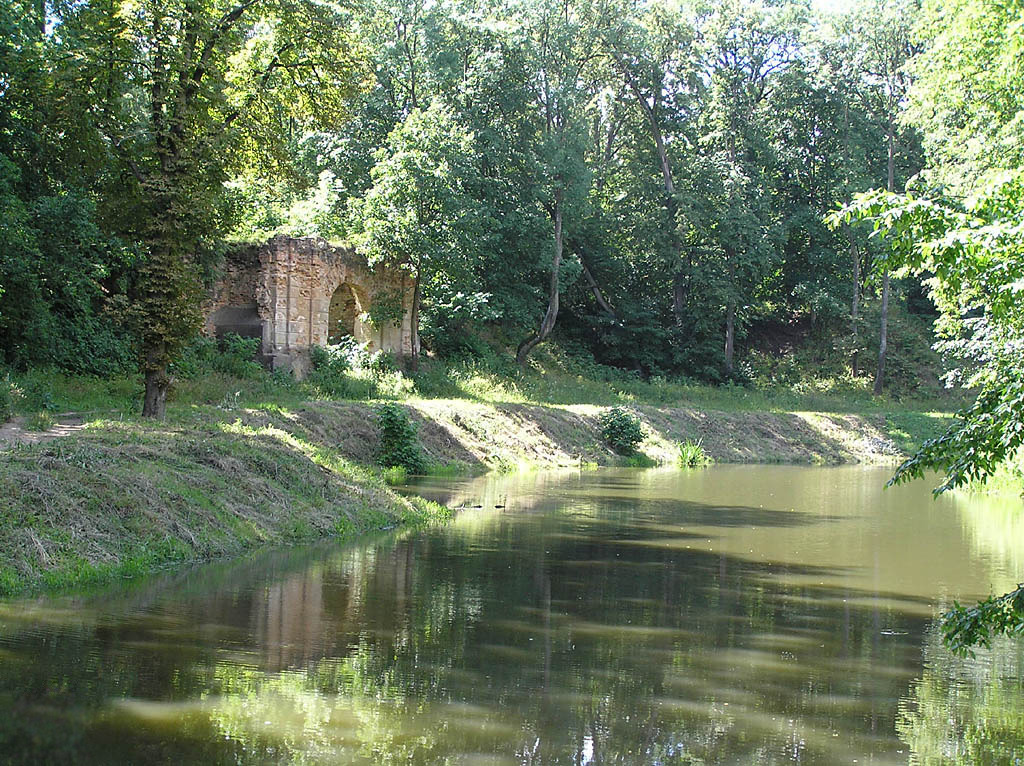
Руины ворот Высоковского замка на берегу Пульвы

Крупнейший населённый пункт на реке — город Высокое. Здесь на высоком правом берегу Пульвы в XVII веке был возведён Высоковский замок, от которого сохранились валы и руины ворот. Помимо города Высокое река протекает ряд сёл и деревень, крупнейшие из них Верполь и Пищатка (Польша); Лумна, Тумин, Оберовщина, Мыкшицы, Огородники, Комарники, Колодно, Гремяча, Волчин, Дубовое, Загородное, Мельники, Ставы, Огородники (Беларусь).
Впадает в Западный Буг, который в этом месте образует границу с Польшей в 2 км к югу от деревни Ставы. Ширина реки в нижнем течении около 40 метров, скорость течения 0,3 м/с.
Этимология названия реки по данным В. А. Жучкевича имеет славянскую основу и, вероятно, восходит к слову «полевая» с характерной для польского языка трансформацией гласной «о» в «у». По другим данным название объясняется на базе финно-угорских языков: пуль-паль — «плеск воды», ва -
«река».